# Østre Ringvej (Silkeborg)
 For alternative betydninger, se Østre Ringvej. (Se også artikler, som begynder med Østre Ringvej)
 Østre Ringvej er en to sporet ringvej der går igennem det nordlige Silkeborg. Vejen er en del af sekundærrute 195 der går fra Herning til Aarhus. Den er med til at lede den tunge trafik som kører nord om byen uden om Silkeborg Centrum, så byen ikke bliver belastet af for meget gennemkørende trafik i midtbyen. Når Silkeborgmotorvejen åbner igennem byen i 2016, vil Østre Ringvej blive nedkvalificeret fra primærrute 15 til en sekundærrute 195.
Vejen forbinder Nørreskov Bakke i vest med Linåvej i øst, og har forbindelse til Nørreskov Bakke, Oslovej, Gødvad Mælkevej og Skærbækvej.